# Marcela Augustová
Marcela Augustová (* 19. srpna 1965 Hořice) je česká televizní novinářka, učitelka, hlasatelka a moderátorka.

## Životopis
Narodila se v Hořicích v Podkrkonoší, kde žila jen krátce. Poté bydlela v severočeském Liberci. Po roce 2004 se přestěhovala do nedalekého Záskalí u Hodkovic nad Mohelkou, kde žije společně se svojí rodinou. Z prvního manželství s hudebníkem Lubošem Pospíšilem má syna Lukáše. Podruhé se vdala za lyžařského trenéra Stanislava Hofmana. Ze vztahu s televizním střihačem Miloslavem Liškou má mladšího syna Kryštofa. Třetím manželem se v roce 2007 stal stavební podnikatel Tomáš Bečvář. V roce 2022 na svém pozemku postavili druhý dům, který slouží rodině a turistům.

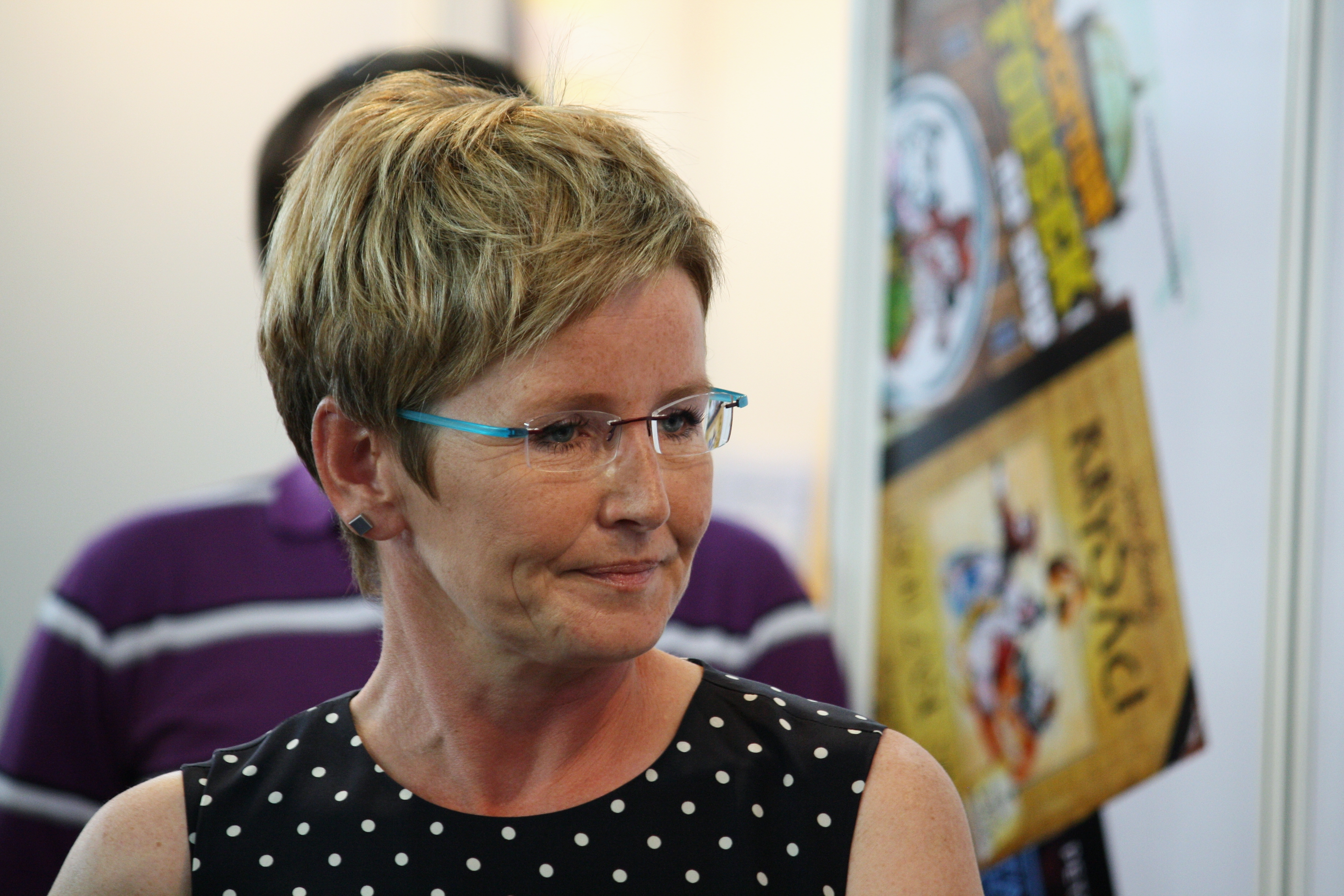
Marcela Augustová na stánku ČT na veletrhu Svět knihy 2013

V Československé televizi začínala v 80. letech jako moderátorka propagandistického pořadu Pionýrská vlaštovka. Jak sama uvádí, kandidátkou KSČ nebo členkou KSČ nebyla. Ve filmu Páni Edisoni ztvárnila samu sebe.
Po roce 1989 pak po několik let uváděla mj. zábavnou televizní sportovní soutěž Hry bez hranic (spolu se sportovním komentátorem Petrem Vichnarem) a byla regionální zpravodajkou České televize pro oblast severovýchodních Čech.
V České televizi působí jako moderátorka hlavní zpravodajské relace Události. Do listopadu 2022 moderovala i analyticko-zpravodajský pořad Události, komentáře. Od roku 2000 pravidelně moderuje aktuální výsledky voleb ve virtuálním studiu České televize. Spolu s hercem Tomášem Hanákem také několik let moderovala televizní charitativní sbírku Pomozte dětem.

## Zajímavosti
Roku 2007 se stala patronkou Orloje v Kryštofově Údolí, konkrétně sošky Slepice.